# Эндшё, Даг Эйстейн
Даг Эйстейн Эндшё (норв. Dag Øistein Endsjø; род. 11 ноября 1968, Анн-Арбор, штат Мичиган, США) — норвежский религиовед и правозащитник.

## Биография
Окончил Бергенский университет. В молодости выступал на эстраде, участник группы SubDiva, в 1994 году занявшей восьмое место в норвежском национальном отборе к конкурсу Евровидение (Эндшё был автором слов к конкурсной песне).
В 2003 г. защитил в Университете Осло диссертацию «Тело на периферии. Прочтение „Жития Антония Великого“ Афанасия Александрийского в перспективе традиционного греческого мировоззрения» (англ. The body in the periphery. Reading Athanasius' Vita Antonii from the perspective of a traditional Greek worldview). Дальнейшие исследования взаимосвязи раннего христианского учения с традиционными древнегреческими религиозными и социокультурными представлениями привели к появлению монографии «Древнегреческая вера в воскресение и успех христианства» (англ. Greek resurrection beliefs and the success of Christianity; 2009).
Наиболее известен книгой «Секс и религия» (норв. Sex og religion; 2009) — подробным популярным обзором учения и практики мировых религий в области человеческой сексуальности. Эта книга, как отмечают критики, легко читается и изобилует интересными фактами, однако имеет сильную политическую составляющую, показывая, в частности, что традиционный религиозный взгляд на женщину всегда рассматривает её в качестве вещи, принадлежащей мужчине. Книга была также издана на английском, китайском, итальянском, польском, украинском, болгарском, сербском и шведском языках.
В 2004—2013 гг. Эндшё возглавлял норвежскую правозащитную организацию Menneskerettsalliansen, занимающуюся преимущественно защитой от дискриминации женщин и ЛГБТ.